# Швебхајм
Швебхајм (њем. Schwebheim) општина је у њемачкој савезној држави Баварска. Једно је од 29 општинских средишта округа Швајнфурт. Према процјени из 2010. у општини је живјело 4.062 становника. Посједује регионалну шифру (AGS) 9678176.

## Географски и демографски подаци
Швебхајм се налази у савезној држави Баварска у округу Швајнфурт. Општина се налази на надморској висини од 213 метара. Површина општине износи 8,1 km². У самом мјесту је, према процјени из 2010. године, живјело 4.062 становника. Просјечна густина становништва износи 501 становника/km².

## Међународна сарадња
| Мјесто     | Држава   | Врста сарадње | Од    |
| ---------- | -------- | ------------- | ----- |
| Погерсдорф | Аустрија | партнерство   | 1990. |
| Извор      |          |               |       |